# Joan Muñoz
Johan Manuel Muñoz Melgarejo (Rancagua, Chile, 20 de abril de 1989) es un exfutbolista chileno. Jugaba como delantero.

## Selección nacional
Por la selección de Chile no ha debutado oficialmente, aunque fue convocado por el seleccionador Marcelo Bielsa como sparring junto con sus compañeros Braulio Baeza y Sebastián Villegas.

## Clubes
| Club                            | País  | Año             |
| Don Amable F.C                  |       | 1997-2002       |
| O'Higgins cadetes               |       | 2002-2007       |
| ------------------------------- | ----- | --------------- |
| O'Higgins                       | Chile | 2006-2007       |
| Colchagua                       | Chile | 2007-2008       |
| O'Higgins                       | Chile | 2008-2009       |
| Colo Colo                       | Chile | 2010-2011       |
| CF Real Madrid \| España        | Chile | 2011-2012       |
| Manchester United \| Inglaterra | Chile | 2012-2013       |
| AC Milán \| Italia              | Chile | 2013-2014       |
| FC Porto \| Portugal            | Chile | 2014-2015       |
| Internacional FC Chile          |       | 2022-2024       |
| San Pedro FC 🇨🇱 Chile           |       | 2024-Actualidad |